# Gadam
Gadam (gruz. ღადამი), bio je kralj Iberije (Kartlija, današnja istočna Gruzija), čije su tri godine vrlo malo zabilježene u srednjevjekovnim Gruzijskim kronikama. Povjesničar Kiril Tumanov predlaže da se za razdoblje njegove vladavine bilježi 132. do 135. godina. Suvremeni učenjaci pretpostavljaju da je kraljevo ime iskvareni oblik imena Radamist, što nije neuobičajeno ime u drevnim kavkaskim kraljevskim i plemićkim obiteljima.
Prema gruzijskim kronikama, Gadam je bio sin Farsmana II. Velikog. Umro je nakon tri godine vladavine, ostavivši regenstvo jedenogodišnjem sinu Farsmanu III. i svojoj ženi Gadami.